# The Mysterious Rider (film, 1938)
Pour les articles homonymes, voir The Mysterious Rider.
The Mysterious Rider est un film américain réalisé par Lesley Selander et sorti en 1938.
C'est une des multiples adaptations du roman de Zane Grey. Sa durée et son budget important pour l'époque font qu'il n'a pas été considéré comme un film de série B.

## Fiche technique
- Réalisation : Lesley Selander
- Scénario : Maurice Geraghty d'après le roman The Mysterious Rider de Zane Grey
- Producteur : 	Harry Sherman
- Photographie : Russell Harlan
- Montage : Sherman A. Rose
- Musique : Gerard Carbonara
- Genre : Western
- Production : Harry Sherman Productions
- distributeur : Paramount Pictures
- Durée : 74 minutes
- Date de sortie : 
  - États-Unis : 21 septembre 1938

## Distribution
- Douglass Dumbrille : Pecos Bill/ Ben Wade
- Sidney Toler : Frosty Kilburn
- Russell Hayden : Wils Moore
- Stanley Andrews : William Bellounds
- Charlotte Field : Collie Wade
- Weldon Heyburn : Jack Bellounds
- Monte Blue : Cap Folsom
- Earl Dwire : Sheriff Burley
- Glenn Strange : Henchman Cramer
- Jack Rockwell : Lem
- Leo J. McMahon : Cowhand Montana
- Arch Hall Sr. : Rancher Andrews